# 1991 VB5
1991 VB5 är en asteroid i huvudbältet, som upptäcktes den 4 november 1991 av den japanske amatörastronomen Atsushi Sugie i Dynic-observatoriet.
Asteroiden har en diameter på ungefär 6 kilometer och den tillhör asteroidgruppen Maria.